# Eldstrupig busktörnskata
Eldstrupig busktörnskata (Malaconotus lagdeni) är en fågel i familjen busktörnskator inom ordningen tättingar.

## Utbredning och systematik
Eldstrupig busktörnskata delas in i två underarter:
- M. l. lagdeni – förekommer i bergsskogar i Sierra Leone, Liberia och Elfenbenskusten
- M. l. centralis – förekommer i bergsskogar i östra centrala Demokratiska republiken Kongo, Rwanda och västra Uganda

## Status
IUCN kategoriserar arten som nära hotad.

## Namn
Fågelns vetenskapliga artnamn hedrar Sir Godfrey Yeatman Lagden (1851-1934), engelsk diplomat på Guldkusten (= Ghana) 1883.